# Partido Socialista Nicaragüense (de los Sánchez)
Partido Socialista Nicaragüense (de los Sánchez), Nicaraguanska socialistpartiet, var ett socialistiskt vänsterparti i Nicaragua bildat 1976 av avhoppare från socialistpartiet PSN.